# Nicolas Thys
Nicolas Thys (* 27. August 1968 in Brüssel) ist ein belgischer Musiker des Modern Jazz (Kontrabass, Bassgitarre, Komposition). 

## Leben und Wirken
Thys erhielt sehr früh eine Musikausbildung (Gesang, Blockflöte, Klavier). Mit 13 Jahren begann er, Bass zu spielen. Bis 1993 studierte er Bassgitarre am Konservatorium Hilversum; zugleich nahm er Unterricht bei Dave Holland, Mark Helias und Marc Johnson. 1994 schloss er in Hilversum auch am Kontrabass mit Auszeichnung ab.
Bereits während des Studiums war Thys Mitglied des GVA Quintet und leitete ein eigenes Trio. Bald gehörte er zu den Gruppen von Bart Defoort und Kris Defoort und zum Brussels Jazz Orchestra, mit denen er auch aufnahm. Mit dem Trio von Rob Madna begleitete er Bob Brookmeyer (Radiomitschnitt). Mit Benny Bailey tourte er durch Deutschland; mit Toots Thielemans und Kenny Werner ging er auf Japan-Tournee. Auch gehörte er zum Quartett von Kurt Van Herck und Kris Goessens.
1997 veröffentlichte er ein erstes Album als Leader mit seiner Band Alice's 5 Moons, mit der er zwei Jahre später auf Europa-Tournee ging. 1999 zog er nach New York, wo er bis 2007 blieb und unter anderem mit Toshiko Akiyoshis Bigband und Ben Monder arbeitete. Seit 2001 gehört er zu den Gruppen von Bill Carrothers, mit dem er mehrere Alben aufnahm. Sein Album Virgo wurde von der Kritik sehr positiv besprochen. Weiter nahm er mit Walter Lang, Jason Seizer, Jesse van Ruller, Andi Maile, Nils Wogram/Simon Nabatov, Zap Mama, David Linx, Maria de Fátima, Robin Verheyen, Tutu Puoane, Manuel Hermia und Mark Turner auf. Auch war er an dem für einen Grammy nominierten Album New York City der Brazilian Girls beteiligt. Ferner spielte er mit Rick Hollander, Judy Niemack, Lee Konitz, Garrett List, Bart van Lier, Ivan Paduart, Michel Herr, Nathalie Loriers, Jeanne Lee/Mal Waldron und Mike Stern.

## Preise und Auszeichnungen
Mit seinem Trio gewann er 1993 den Jazz Hoeilaart und im Folgejahr mit Five Up High den Wettbewerb der Leverkusener Jazztage. 
Im Jahr 2001 wurde er  als „neues Talent“ mit einem Django d’Or ausgezeichnet. 

## Diskographische Hinweise
- Myriam Alter, Nicolas Thys: It Takes Two (Enja 2020)
- Nathalie Loriers, Tineke Postma, Nicolas Thys: We Will Really Meet Again (W.E.R.F. 2016)
- Serge Lazarevitch / Nicolas Thys / Teun Verbruggen Free Three (Igloo Records 2016)
- Virgo (Pirouet 2009, mit Chris Cheek, Jon Cowherd, Ryan Scott, Dan Rieser)
- In My Tree (Igloo Records 2003, mit Steve Altenberg, Jeroen Van Herzeele, Ghalia Ben Ali)